# Пут-опцион
Пут-опцион (англ. put option) — опцион на продажу, одна из форм биржевого опциона наряду с колл-опционом.
Является стандартным биржевым контрактом, в соответствии с которым покупатель опциона приобрёл право (но не обязанность) продать определённое количество базового актива продавцу опциона по фиксированной цене (страйк-цена, или цена исполнения) в течение срока действия опциона. Стоимость опциона определяется премией, которую уплачивает покупатель опциона продавцу опциона.

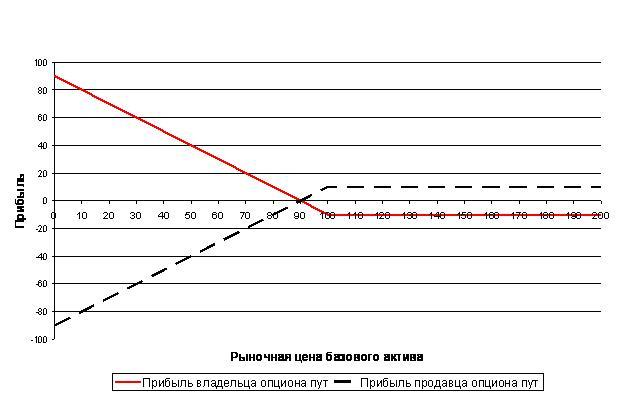
Изменение доходности по опциону в зависимости от изменения рыночной цены базового актива при цене страйк 100, премии — 10.

Доходность по опциону для сторон опционного контракта зависит от изменения рыночной цены базового актива, лежащего в основе опциона. В качестве базового актива по опциону могут выступать:
- товар для товарного опциона
- валюта для валютного опциона
- ценные бумаги для фондового опциона.

Целесообразность реализации прав по опциону определяется его денежностью — способностью получить прибыль.
Если рыночная цена базового актива будет превышать цену «страйк», то владелец опциона (покупатель опциона) не воспользуется своим правом продать по опциону, так как в этом случае он будет вынужден продать по цене ниже рыночной и его убыток будет равен разнице между рыночной ценой и ценой «страйк». Если рыночная цена будет ниже цены «страйк», то владелец опциона сможет воспользоваться своим правом продать по более высокой цене. В этом случае его прибыль будет равна разнице между ценой исполнения (ценой «страйк») и рыночной ценой за вычетом премии по опциону, уплаченной при покупке опциона. Таким образом, заключение опционной сделки даёт возможность покупателю (держателю) опциона получать прибыль в ситуации падения рыночной цены (см. график).
Стоимость опциона может быть определена с помощью формулы Блэка — Шоулза

### Право гарантированной выплаты одной из сторон опциона
Иными словами можно назвать "Опцион пут" правом гарантированной выплаты участнику в случае изменения цены базового актива на рынке. Как если участник приобрел право на приобретения ценной бумаги по договору "опциону пут", где на момент экспирации участнику предоставляется дополнительная выплата (или обязательная доплата) в размере той, какая сейчас на рынке.

#### Поставочный опцион пут
При поставочном опционе участник-покупатель, приобретя право на получение ценной бумаги в случае понижения цены, получает ценную бумагу в момент экспирации и гарантированную выплату от участника-продавца, как если бы участник-покупатель только что приобрел ценную бумагу по её рыночной стоимости. Однако, если цена базового актива выросла в момент экспирации, то участник-покупатель обязуется оплатить ценную бумагу по её рыночной стоимости (т.е. доплатить).

#### Расчетный опцион пут
При расчетном опционе участник-покупатель фактический не приобретает ценной бумаги, но может заработать на разнице изменения цены базового актива. Только вместо фактического приобретения ценной бумаги происходит фиксация денежной суммы эквивалентной сумме базового актива (на резервном счете). В момент экспирации участник-покупатель возвращает свою фиксированную сумму обратно, и если цена базового актива ниже страйк-цены, то участник-покупатель приобретает гарантированную денежную выплату, как если бы участник-покупатель приобрел расчетный опцион (ценную бумагу) по низкой цене. Однако, если цена выросла, то чтобы получить фиксированную денежную сумму эквивалентную базовому активу, участнику-покупателю необходимо выплатить денежную компенсацию участнику-продавцу (т.е. доплатить), как если бы он приобрел базовый актив по завышенной цене.

#### Преимущества опциона пут для участников договора
Участники приобретают гарантированные выплаты, если цена базового актива изменится на рынке. Также, участник-продавец может не волноваться за оплату товара, так как оплата за базовый актив уже оплачена и находится на резервном счете. Но участник-продавец может волноваться за колебание цены при падении базового актива вниз. Участник-покупатель, в случае неисполнения участником-продавцом своих обязанностей, может потребовать возмещения убытков в размере актуальной цены базового актива и возврата денег с резервного счета.

#### Бытовой пример
- На бытовом примере поставочный опцион пут выглядит так, как если заказать товар из магазина и зарезервировать сумму на специальном счете в размере цены базового актива на момент заключения договора, но с доставкой через время, достаточное, чтобы цена могла изменить как в большую, так и в меньшую сторону, и в момент доставки происходит оплата по её рыночной стоимости, а не по той цене, при которой был заключен договор.
- На бытовом примере расчетный опцион пут можно сравнить со спекуляцией, где посредник заключает договор с участником-продавцом по поставке товара, как если бы посредник и участник-продавец заключили поставочный договор пут между собой. И одновременно посредник заключает договор с участником-покупателем о выплате суммы за товар по цене базового актива на момент заключения договора посредника и участника-продавца. В случае изменения цены базового актива на рынке вниз, посредник зарабатывает на разнице, а при повышении цены базового актива на рынке теряет деньги. 
  - участник-продавец и участник-покупатель могут быть как одним лицом, так и разными людьми.

#### Рынок
На рынке ценных бумаг игроки, которые заключают опцион пут, называют "медведь" - "bear". Игроков, которые заключают опцион колл, называют "бык" - "bull".

## Маркетплейсы и опционы пут
В интернет магазинах встречается стратегия только по типу поставочного опциона колл, когда вы оплачиваете товар сразу либо в пунктах выдачи по той цене, когда был заключен договор купли/продажи. Потенциально, введение стратегии "опциона пут" возможно реализовать на современных цифровых платформах. Преимущество опциона пут в маркетплейсах возникает у продавцов, так как динамика цен на товары чаще стремиться вверх. Однако при низкой ликвидности товара или при предстоящей распродаже (черная пятница, юбилейные события компании, 11.11 и иные) может возникнуть тенденция понижения цены на товар, что выгодно покупателю. Но смысл введения данной возможности для участников маркетплейсов очень незначителен, так как служба доставки и маркетплейсы стремятся доставить товар в короткие сроки. Что может незначительно сказаться на цене в момент экспирации.